# Гипполох Македонский
Гипполох (др.-греч. Ἱππόλοχος) — греческий писатель IV — III веков до н. э., один из первых античных эпистолографов.
Родом из Македонии, учился у Феофраста в Афинах, где познакомился с поэтом и историком Линкеем Самосским.
По словам Афинея, Линкей и Гипполох «договорились писать друг другу всякий раз, как один из них побывает на каком-нибудь пышном пиру», и если письма Линкея были во времена Афинея широко известны, то послания Гипполоха уже являлись редкостью, и навкратиец в своем «Пире мудрецов» подробно пересказывает найденное им сообщение о пышном свадебном пире, устроенном неким Караном, возможно, имевшим отношение к гетайру Александра Великого, и иллюстрирующем роскошь эллинистических празднеств.
По словам Гипполоха, всем 120 гостям раздали золотые ложки, каждый получил в подарок серебряный фиал и по два золотых венка, подавали лучшие вина — лесбосское, фасосское и мендейское, а когда гости «были уже в том приятном состоянии, когда здравый рассудок покидает нас», в залу были вызваны флейтистки и певицы, и Гипполох не смог определить, были они нагими или в хитонах.
После роскошного угощения один из приглашенных вскочил с ложа и разом осушил чашу с фасосским вином, «емкостью в целый хой»,

И Каран сказал ему: «Раз ты первый выпил такую чашу, то тебе будет она в дар. И другие получат такую же, если сумеют её осушить». При этих словах мы «все девять воспрянули» и схватили кубки, стараясь опередить один другого. А один из нас, несчастный, которому нельзя было пить, сел и заплакал, что останется без чаши; но Каран милостиво подарил ему пустой фиал.— Афиней. Пир мудрецов. IV, 129.
Попойка продолжалась еще долго, а когда пир закончился, гости удалились, несмотря на немалое количество выпитого, «трезвые, клянусь богами, от страха перед нечаянным богатством», которым их одарил хозяин, и думая о покупке «кто — дома, кто — земли, кто — рабов».